# Schalidomitra ambages
Schalidomitra ambages là một loài bướm đêm trong họ Noctuidae.